# Greene County (Tennessee)
Greene County ist ein County im Bundesstaat Tennessee der Vereinigten Staaten.  Der Verwaltungssitz (County Seat) ist Greeneville. Das U.S. Census Bureau hat bei der Volkszählung 2020 eine Einwohnerzahl von 70.152 ermittelt.

## Geographie
Das County liegt im Nordosten von Tennessee, grenzt im Südosten an North Carolina, ist im Norden etwa 35 km von Virginia entfernt und hat eine Fläche von 1616 Quadratkilometern, wovon 6 Quadratkilometer Wasserfläche sind. Es grenzt im Uhrzeigersinn an folgende Countys: Hawkins County, Washington County, Unicoi County, Madison County (North Carolina), Cocke County und Hamblen County.

### Ortschaften
- Afton (unincorporated)
- Baileyton
- Chuckey (unincorporated)
- Greeneville
- Limestone (unincorporated)
- Mohawk (unincorporated)
- Mosheim
- Tusculum

## Geschichte
Greene County wurde am 18. April 1783 aus Teilen des Washington County gebildet. Benannt wurde es nach Nathanael Greene, einem bedeutenden amerikanischen General der Kolonialarmee im Amerikanischen Unabhängigkeitskrieg.

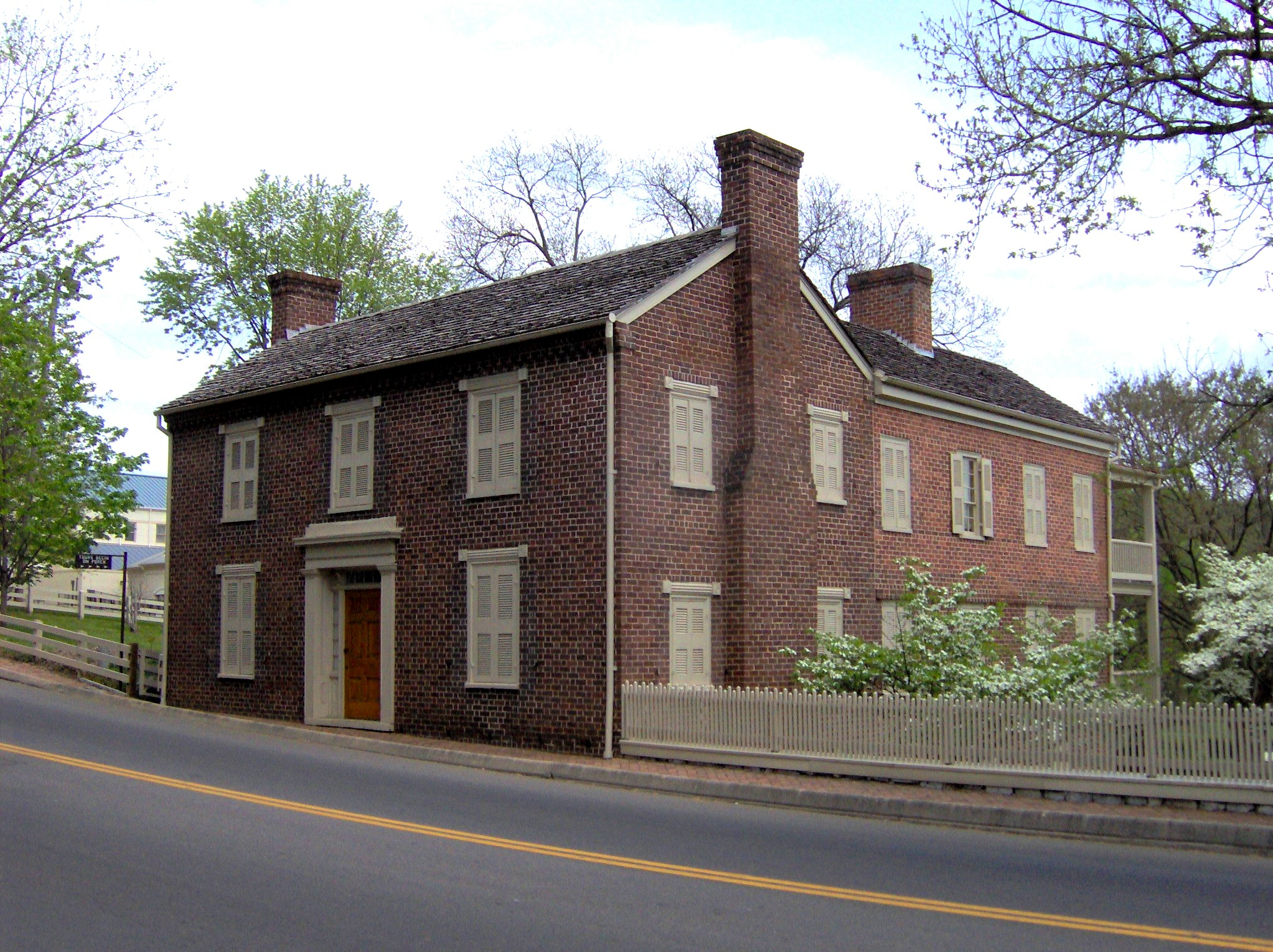
Andrew Johnson National Historic Site (2008)

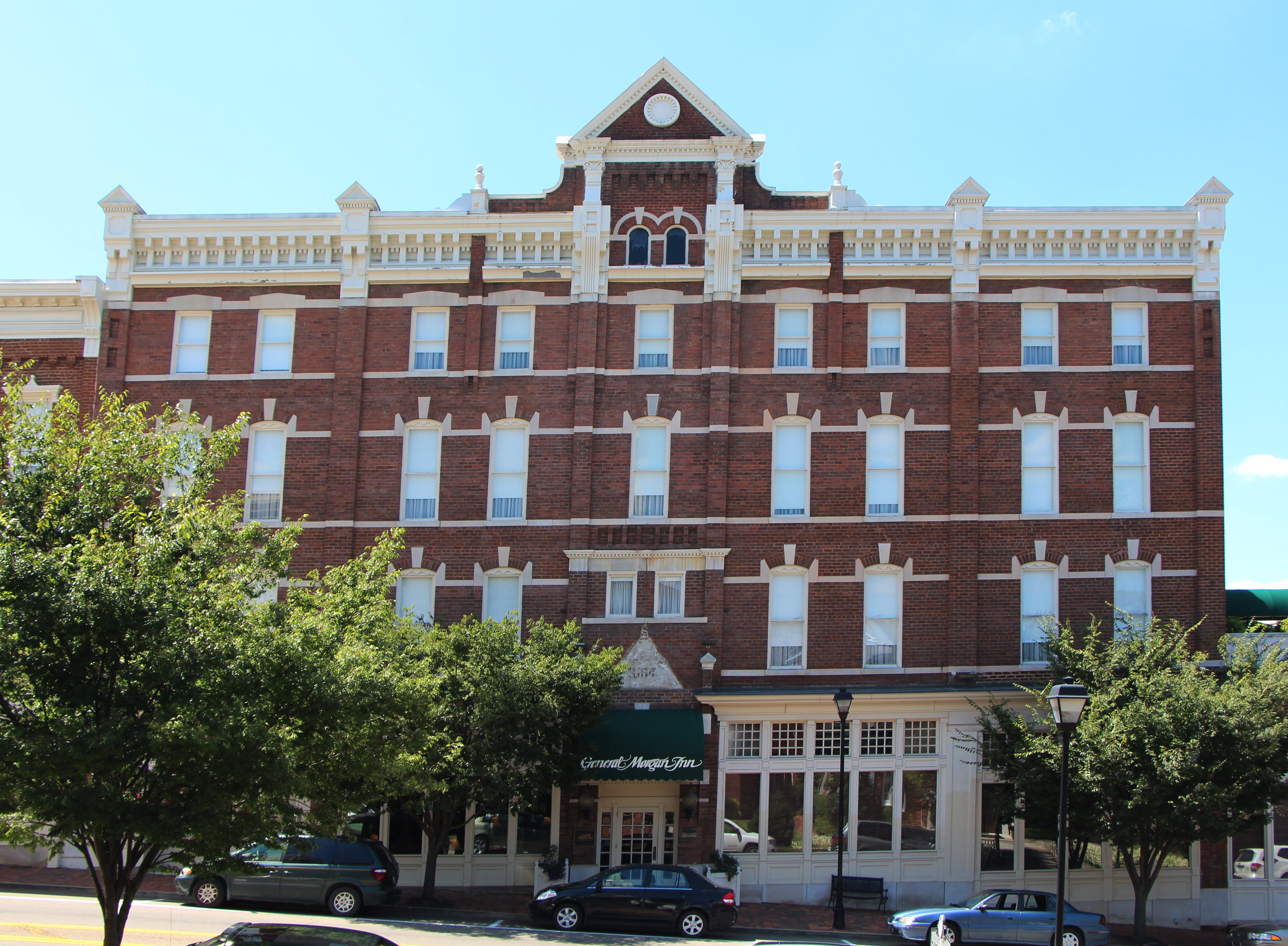
Das Hotel Brumley im Greeneville Historic District, der einer von 15 Einträgen des Countys im NRHP ist.

15 Bauwerke und Stätten des Countys sind im National Register of Historic Places (NRHP) eingetragen (Stand 14. August 2018). Außerdem liegt die Andrew Johnson National Historic Site in Greene, die Häuser und die Grabstätte von Präsident Andrew Johnson umfasst.

## Demografische Daten

Alterspyramide Greene County

Nach der Volkszählung im Jahr 2000 lebten im Greene County 62.909 Menschen in 25.756 Haushalten und 18.132 Familien. Die Bevölkerungsdichte betrug 39 Einwohner pro Quadratkilometer. Ethnisch betrachtet setzte sich die Bevölkerung zusammen aus 96,42 Prozent Weißen, 2,11 Prozent Afroamerikanern, 0,18 Prozent amerikanischen Ureinwohnern, 0,27 Prozent Asiaten, 0,02 Prozent Bewohnern aus dem pazifischen Inselraum und 0,43 Prozent aus anderen ethnischen Gruppen; 0,56 Prozent stammten von zwei oder mehr Ethnien ab. 1,02 Prozent der Bevölkerung waren spanischer oder lateinamerikanischer Abstammung.
Von den 25.756 Haushalten hatten 29,2 Prozent Kinder und Jugendliche unter 18 Jahre, die bei ihnen lebten. 55,7 Prozent waren verheiratete, zusammenlebende Paare, 10,8 Prozent waren allein erziehende Mütter und 29,6 Prozent waren keine Familien. 25,8 Prozent waren Singlehaushalte und in 10,7 Prozent lebten Personen im Alter von 65 Jahren oder darüber. Die Durchschnittshaushaltsgröße betrug 2,38 und die durchschnittliche Haushaltsgröße betrug 2,84 Personen.
22,2 Prozent der Bevölkerung waren unter 18 Jahre alt, 8,1 Prozent zwischen 18 und 24, 28,7 Prozent zwischen 25 und 44, 26,1 Prozent zwischen 45 und 64 und 14,8 Prozent waren älter als 65. Das Durchschnittsalter betrug 39 Jahre. Auf 100 weibliche Personen kamen statistisch 95,1 männliche Personen und auf 100 Frauen im Alter von 18 Jahren und darüber kamen 91,4 Männer.
Das jährliche Durchschnittseinkommen eines Haushalts betrug 30.382 USD, das Durchschnittseinkommen der Familien betrug 36.889 USD. Männer hatten ein Durchschnittseinkommen von 26.331 USD, Frauen 20.304 USD. Das Prokopfeinkommen betrug 15.746 USD. 11,2 Prozent der Familien und 14,5 Prozent der Einwohner lebten unterhalb der Armutsgrenze.